# كأس ولي العهد 1997–98
كأس ولي العهد 1997–98 هي النسخة الخامسة من بطولة كأس ولي العهد الكويتي، والتي أقيمت في موسم 1997–98.
و استطاع نادي القادسية الكويتي الفوز باللقب للمرة الأولى في تاريخه بعدما تأهل إلى المباراة النهائية نادي القادسية الكويتي ونادي السالمية، وأستطاع نادي القادسية الكويتي بأن يفوز 4-3 بالهدف الذهبي، وهي أول بطولة في تاريخ المسابقة تحسم بالهدف الذهبي وقد سجله لاعب نادي القادسية الكويتي سعدون الشمري، وقد سجل مهاجم نادي السالمية علي مروي في تلك المباراة ثلاثة أهداف، ولكن فريقه لم يفز، وقد شهد النهائي أيضا تسجيل مدافع نادي السالمية حسين الخضري هدفا في مرماه، وهي المرة الأولى في تاريخ المسابقة.
فسجل للقادسية كل من محمد جاسم ومحمد مبارك وحسين الخضري «هدف في مرماه» وسعدون الشمري بينما سجل للسالمية علي مروي «ثلاثة أهداف».